# Cymbidium lowianum
Espèce
Cymbidium lowianum est une espèce d'orchidées du genre Cymbidium originaire d'Asie du Sud-Est.